# Ullsläktet
Ullsläktet (Eriophorum) är ett släkte fleråriga växter inom familjen halvgräs.
Ullarna kännetecknas av de långa, oftast vita, borst som efter blomningen växer ut från frukten och gör att blomställningen eller blomställningarna ser ut som bomullstussar.
De i Norden sju förekommande arterna kan delas upp i tre grupper.
Med fler än en blomställning per stjälk
- Ängsull
- gräsull
- kärrull

Tuvade arter med endast en blomställning per stjälk
- tuvull
- myrull

Arter med utlöpare och endast en blomställning per stjälk
- polarull
- rostull